# Boussay (Indre y Loira)
 Boussay  es una población y comuna francesa, situada en la región de  Centro, departamento de Indre y Loira, en el distrito de Loches y cantón de Preuilly-sur-Claise.

El gentilicio de los habitantes de Boussay es bousséens o bousséennes.

## Demografía
| 850             | 954 | 857 | 909 | 917 | 948 | 856 | 862 | 819 | 753 | 728 | 736 | 720 | 730 | 700 | 684 | 655 | 609 | 583 | 563 | 508 | 487 | 487 | 470 | 400 | 435 | 364 | 340 | 287 | 271 | 269 | 268 | 251 |
| (Fuente: INSEE) |     |     |     |     |     |     |     |     |     |     |     |     |     |     |     |     |     |     |     |     |     |     |     |     |     |     |     |     |     |     |     |     |